# Impulshaltigkeit
Der Begriff Impulshaltigkeit charakterisiert Schallemissionen, meistens Lärm, mit periodischen oder nicht periodischen starken Änderungen des Schallemissionspegels.
Kennzeichnend ist hierbei die schnelle zeitliche Änderung des Emissionspegels; Geräusche mit starken, aber langsamen Pegeländerungen werden nicht als impulshaltig eingestuft.
Nach deutschem Immissionsschutzrecht können impulshaltige Emissionen mit einem Impulszuschlag {\displaystyle K_{I}} im Beurteilungspegel versehen werden. Dieser Zuschlag kann bei Messungen bestimmt werden durch die Differenz des Taktmaximalmittelungspegels {\displaystyle L_{AFTeq}} und des Mittelungspegels {\displaystyle L_{Aeq}} (nach Nr. 2.9 der TA Lärm). Für Prognoserechnungen wird er auf Basis von Erfahrungswerten zwischen 0 und 6 dB abgeschätzt.